# Helmut Könning
Helmut Könning (* 4. November 1952 in Stadtlohn) ist ein deutscher Politiker (CDU). Er war von 2003 bis 2020 Bürgermeister der münsterländischen Stadt Stadtlohn.

## Werdegang
Helmut Könning besuchte bis zur Obersekunda (11. Klasse) ein Gymnasium, danach ließ er sich in einem Bauunternehmen zum Bürokaufmann ausbilden. Seinen Wehrdienst leistete er beim Fernmeldebataillon in der Hindenburg-Kaserne in Oldenburg ab. In einem Bauunternehmen war er im Anschluss in der Personalabteilung tätig. Im St.-Antonius-Hospital in Gronau war er Leiter der Personalabteilung, dann stellvertretender Leiter der damaligen Zentralrendantur in Vreden, in deren Zuständigkeitsbereich die katholischen Gemeinden in Stadtlohn und Südlohn fielen. Von 1982 bis 2003 war er Verwaltungsleiter des Henricus-Stiftes, eines Alten- und Pflegeheimes, in Südlohn.
Mitglied der CDU wurde Helmut Könning 1989. Seit 1992 ist er Vorstandsmitglied der CDU Stadtlohn, dem Stadtrat von Stadtlohn gehörte er seit 1994 an.
Helmut Könning ist verheiratet und hat zwei Töchter.

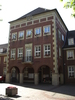
Das Stadtlohner Rathaus 2008

## Bürgermeisteramt
Von 1999 bis 2003 war Helmut Könning als Stadtratsmitglied 1. Stellvertretender Bürgermeister Stadtlohns. Seit 2003 ist er als Nachfolger von Engelbert Sundermann (CDU) hauptamtlicher Bürgermeister Stadtlohns. Die Wahl gewann Könning mit 55,2 Prozent der gültigen Stimmen. Die Wiederwahl 2009 gewann er mit 53,7 Prozent der gültigen Stimmen. 2014 begann seine dritte Amtszeit, die Wahl am 25. Mai 2014 hat er mit 58,0 Prozent der gültigen Stimmen gewonnen. Zur Bürgermeisterwahl 2020 trat Könning nicht mehr an. Sein Nachfolger in Stadtlohn wurde der parteilose Berthold Dittmann.

## Engagement
Im Jugend-, Sozial- und Gesundheitsausschuss des Städte- und Gemeindebundes Nordrhein-Westfalen ist Helmut Könning Mitglied. Sein Vertreter dort ist der Sassenberger Bürgermeister Josef Uphoff (CDU). Im Stadtlohner Bürgerschützenverein ehem. Wessendorfer St. Otgerus Schützengilde e.V. Stadtlohn war Helmut Könning von 2001 bis 2015 1. Vorsitzender. Zudem ist Helmut Könning Bezirksbundesmeister des Bezirksverbandes Borken im Bund der Historischen Deutschen Schützenbruderschaften e.V. Köln.